# Königsmitteltor

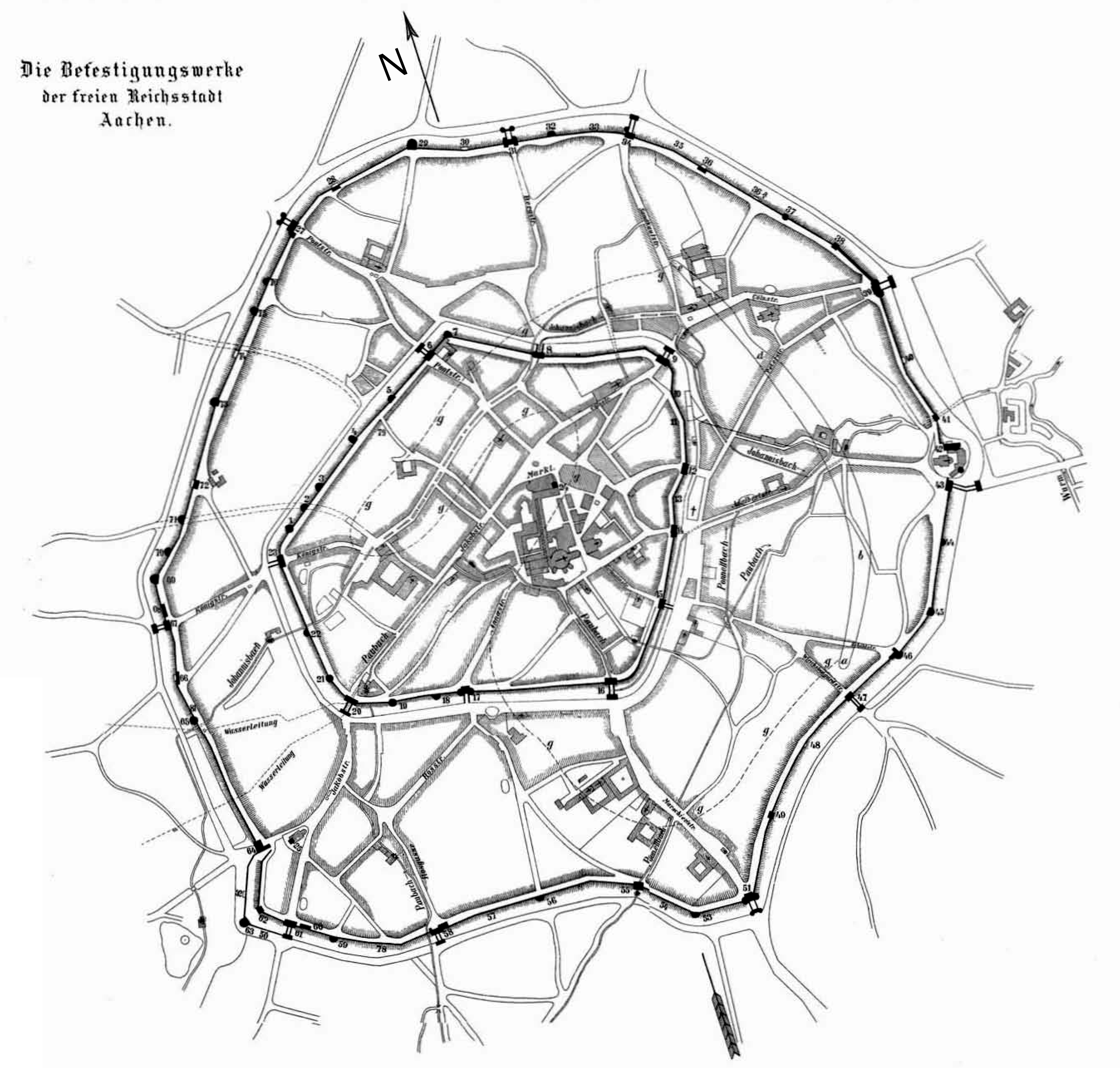
Overzicht van de vestingwerken in Aken. Nummer 23 is de Königsmitteltor.

De Königsmitteltor was een stadspoort en maakte deel uit van de tussen 1171 en 1175 gebouwde binnenste stadsmuren van de Duitse stad Aken. De stadspoort bestaat niet meer.

## Locatie
In de binnenste ringmuur stond de Königsmitteltor in het westen tussen de Jakobsmitteltor (in het zuiden) en de Pontmitteltor (in het oostnoordoosten). Ze bevond zich aan de Königstraße bij de Karlsgraben en de Templergraben. De Königsmitteltor had later als equivalent in de buitenste stadsmuren de Königstor. De beide poorten waren onderling rechtstreeks met elkaar verbonden via de Königstraße. Tussen de Königsmitteltor en de Jakobsmittelto bevonden zich twee weertorens. Tussen de Königsmitteltor en de Pontmitteltor bevonden zich vijf weertorens.

## Geschiedenis
De poort was onderdeel van de binnenste stadsmuren die op instigatie van Frederik I van Hohenstaufen tussen 1171 en 1175 gebouwd zijn. De Königsmitteltor werd als vervanger van de inlaatpoort van de Johannisbach en de Kortscheiltor gebouwd.
De naam van de poort was oorspronkelijk Königstor, maar omdat er in het verlengde van de Königstor een tweede poort werd gebouwd kreeg die de naam Königstor. Om verwarring te voorkomen werden veel poorten van de binnenste stadsmuur de toevoeging "mittel" gegeven.
De Königsmitteltor werd in het jaar 1783 gesloopt.